# HJK Helsinki
HJK (kurz für Helsingin jalkapalloklubi, deutsch Helsinkier Fußballklub), international auch bekannt als HJK Helsinki, ist ein finnischer Fußballverein aus der Hauptstadt Helsinki. HJK ist der einzige Verein in Europa, der sowohl beim Männer- als auch beim Frauenfußball Rekordmeister seines Landes ist. Als bisher einzigem finnischen Verein gelang HJK in der Saison 1998/99 der Einzug in die Gruppenphase der UEFA Champions League, ebenfalls als einzige Mannschaft aus Finnland schaffte HJK in der Saison 2014/15 und in der Saison 2022/23 die Qualifikation zur Gruppenphase der UEFA Europa League. Zudem qualifizierte sich der Verein für die Gruppenphase der UEFA Europa Conference League 2021/22 und 2023/24.
In der Vergangenheit unterhielt der Verein auch Abteilungen in anderen Sportarten und gewann drei finnische Eishockey- und fünf Bandymeisterschaften.

## Geschichte
Der Helsingin Jalkapalloklubi gründete sich 1907 unter Leitung von Fredrik Wathen. Schnell entwickelte sich die Mannschaft zu einer der führenden des Landes und gewann 1911 bei der vierten Austragung der seinerzeit im Pokalmodus ausgespielten Landesmeisterschaft den Titel. Mit der Titelverteidigung im folgenden Jahr avancierte der Klub zum Rekordmeister, ehe KIF Helsinki mit drei Meisterschaften in Folge den Verein 1916 überholte. Nachdem HJK seinerseits mit der Meisterschaft 1917 gleichgezogen hatte, gewann die Mannschaft bis 1919 drei Meisterschaften in Folge und war wieder Rekordmeister. Nach zwei weiteren Meistertiteln 1923 und 1925 übernahm der Lokalrivale Helsingin Palloseura eine dominierende Stellung im finnischen Fußball ein. Bei Einführung des Ligasystems und damit der Mestaruussarja als höchster Spielklasse 1930 fand der Klub keine Berücksichtigung für die Eliteserie und wurde zweitklassig eingestuft. Nach drei Spielzeiten gelang 1932 der Aufstieg.
Hatte HJK 1935 nach dem achten Titel von HPS erneut die Stellung als Rekordmeister verloren, setzte sich der Klub nach den Meisterschaften von 1936 und 1938 wieder an die Spitze, die er bis heute (Stand: Saisonende 2023) belegt. 1936 stellte der Klub zudem mit Kurt Weckström, Aatos Lehtonen und Armas Pyy drei Spieler für die finnische Nationalmannschaft bei den Olympischen Spielen in Berlin, die auf dem Hertha-Platz an Peru scheiterte.
Nachdem 1948 mit dem Engländer George Duke erstmals ein ausländischer Trainer offiziell angestellt worden war, dauerte es noch neun Jahre, bis mit Mauno Rintanen – er ging zu Hull City nach England – erstmals ein Spieler von HJK ins Ausland wechselte. 1960 verpflichtete der Klub mit Aulis Rytkönen einen ehemaligen Auslandsprofi, als dieser vom französischen Klub FC Toulouse nach Finnland zurückkehrte. Als Spielertrainer führte er den mittlerweile zweitklassig antretenden Klub in die höchste Spielklasse und am Ende der Spielzeit 1964 zum zehnten Meistertitel der Vereinsgeschichte. Als Konsequenz trat der Klub erstmals im Europapokal der Landesmeister in Erscheinung, in der ersten Runde des Wettbewerbs 1965/66 scheiterte die Mannschaft jedoch nach zwei Niederlagen am englischen Vertreter Manchester United. Im folgenden Jahr gewann der Klub zum ersten Mal den Landespokal, als im Endspiel Kotkan Työväen Palloilijat durch einen 6:1-Erfolg deklassiert wurde.
HJK setzte sich gegen Ende der 1960er Jahre im vorderen Tabellenbereich fest. Mit wenigen Ausnahmen gehörte der Klub zu den besten drei Mannschaften der Liga, es dauerte jedoch bis zur Spielzeit 1973, ehe mit zwei Punkten Vorsprung auf Kokkola PV erneut eine Meisterschaft gewonnen wurde. In den folgenden Spielzeiten schwankte der Klub zwischen vorderem Tabellenbereich und Abstiegskampf. 1978 gelang erneut der Meistertitel, dieses Mal wurde Koparit distanziert. Mit Beginn der 1980er Jahre entwickelte HJK eine nahezu dominierende Stellung in der Liga. Bis einschließlich 1990 gewann der Klub fünf Meistertitel und beendete die Saison zweimal als Vizemeister.
1981 holte er zudem durch den Pokalgewinn das Double. Nach einer erneuten Meisterschaft 1992 folgte eine Durststrecke bis 1997, in der jedoch zwei Pokalsiege verbucht werden konnten. Die Mannschaft um Mika Kottila, Jari Ilola, Aki Riihilahti, Piracaia und Markku Kanerva erreichte in der anschließenden Champions-League-Saison nach Siegen über den FC Jerewan und den FC Metz die Gruppenphase des Wettbewerbs. Dort scheiterte der Klub trotz eines Sieges gegen Benfica Lissabon hinter dem 1. FC Kaiserslautern und der PSV Eindhoven mit fünf Punkten als Gruppenletzter.
Obwohl weiterhin regelmäßig in der Spitzengruppe der Liga vertreten, dauerte es bis 2002, ehe HJK unter Trainer Keith Armstrong erneut den Meistertitel gewann. Nach erfolgreicher Titelverteidigung holte die Mannschaft 2003 zudem zum achten Mal in der Vereinsgeschichte den Pokal und damit das zweite Double der Vereinsgeschichte. 2006 und 2008 erneut Pokalsieger, holte der seit 2007 von Antti Muurinen trainierte Klub am Ende der Spielzeit 2009 mit drei Punkten Vorsprung auf den FC Honka erneut den Meistertitel. Der Titel konnte 2010 verteidigt werden.
Als Meister nahm man an der Qualifikation zur UEFA Champions League teil. In der 2. Qualifikationsrunde setzte man sich gegen den walisischen Klub Bangor City durch. Nach einem 3:0-Sieg in Bangor feierte HJK im heimischen Sonera Stadium mit einem 10:0 den bis heute höchsten Sieg einer finnischen Vereinsmannschaft in einem europäischen Vereinswettbewerb. In der 3. Qualifikationsrunde scheiterte HJK an Dinamo Zagreb und traf dadurch in den Play-offs zur UEFA Europa League auf den deutschen Bundesligisten FC Schalke 04. Das Hinspiel in Helsinki gewann HJK sensationell mit 2:0. Beide Treffer erzielte Teemu Pukki. Im Rückspiel, in Gelsenkirchen, verlor man gegen die Mannschaft um Raúl und Klaas-Jan Huntelaar mit 1:6 und verpasste die Teilnahme an der Gruppenphase.
Ende August 2011 verließen zwei Leistungsträger HJK Helsinki und gingen in die deutsche Fußball-Bundesliga. Dawda Bah wechselte zum FC Augsburg, während Teemu Pukki beim FC Schalke 04 unterschrieb. In der Spielzeit 2012 gewann HJK zum 25. Mal die finnische Meisterschaft und konnte seinen Titel 2013 mit der fünften Meisterschaft in Folge verteidigen.
Im Jahr 2014 konnten sie in den Europa-League-Play-offs den SK Rapid Wien eliminieren. In der Gruppenphase der UEFA Europa League 2014/15 gewannen sie je ein Spiel gegen den FC Turin und gegen den FC Kopenhagen.

## Erfolge
- Finnische Meisterschaften: 33:
  - Im Pokalmodus: 7
    - 1911, 1912, 1917, 1918, 1919, 1923, 1925

  - Im Ligamodus: 26
    - 1936, 1938, 1964, 1973, 1978, 1981, 1985, 1987, 1988, 1990, 1992, 1997, 2002, 2003, 2009, 2010, 2011, 2012, 2013, 2014, 2017, 2018, 2020, 2021, 2022, 2023

- Meisterschaften der 2. Division: 3
  - 1932, 1952, 1963

- Finnischer Pokal: 14
  - 1966, 1981, 1984, 1993, 1996, 1998, 2000, 2003, 2006, 2008, 2011, 2014, 2017, 2020

- Finnischer Ligapokal: 6
  - 1994, 1996, 1997, 1998, 2015, 2023

## Personen

### Kader 2024
Stand: 14. Dezember 2024
| Nr. |              | Position | Name                   |
| --- | ------------ | -------- | ---------------------- |
| 1   | Nordirland   | TW       | Jesse Öst              |
| 2   | England      | AB       | Brooklyn Lyons-Foster  |
| 3   | Griechenland | AB       | Georgios Antzoulas     |
| 4   | Finnland     | AB       | Joona Toivio           |
| 5   | Finnland     | AB       | Daniel O’Shaughnessy   |
| 6   | Finnland     | AB       | Aapo Halme             |
| 7   | Finnland     | ST       | Santeri Hostikka       |
| 8   | Griechenland | MF       | Georgios Kanellopoulos |
| 9   | England      | ST       | Luke Plange            |
| 10  | Finnland     | MF       | Lucas Lingman          |
| 14  | Ghana        | MF       | Hans Nunoo Sarpei      |
| 17  | Burkina Faso | ST       | Hassane Bandé          |
| 20  | Finnland     | ST       | Roni Hudd              |
| 21  | Finnland     | MF       | Niilo Kujasalo         |

| Nr. |               | Position | Name                     |
| --- | ------------- | -------- | ------------------------ |
| 22  | Finnland      | MF       | Liam Möller              |
| 23  | Aserbaidschan | ST       | Ozan Kökcü               |
| 24  | Finnland      | AB       | Michael Boamah           |
| 25  | Niederlande   | TW       | Thijmen Nijhuis          |
| 27  | Finnland      | AB       | Kevin Kouassivi-Benissan |
| 28  | Finnland      | AB       | Miska Ylitolva           |
| 30  | Finnland      | AB       | Noah Pallas              |
| 37  | Japan         | MF       | Atomu Tanaka             |
| 42  | Finnland      | ST       | Kai Meriluoto            |
| 80  | Estland       | MF       | Kevor Palumets           |
| 85  | Finnland      | TW       | Niki Mäenpää             |
| 94  | Schottland    | ST       | Lee Erwin                |
| 99  | Belgien       | ST       | Alessandro Albanese      |

## Ehemalige Spieler
- Dawda Bah, von 2007 bis 2011 (101 Einsätze)
- Thomas Dähne, von 2015 bis 2017 (56 Einsätze)
- Verner Eklöf, 1920er
- Alexei Eremenko, Jr., von 2002 bis 2004 (60 Einsätze)
- Jari Europaeus, von 1981 bis 1984 und von 1990 bis 1995 (226 Einsätze)
- Mikael Forssell, von 1997 bis 1999 (17 Einsätze)
- Markus Heikkinen, von 2000 bis 2003 (85 Einsätze)
- Ari Hjelm, 1995 und 1996 (31 Einsätze)
- Atik Ismail (* 1957), 1975/76, 1978/79 und von 1981 bis 1984
- Mikko Kavén, 1997 und 1998 (10 Einsätze)
- Peter Kopteff, von 1996 bis 1998 und von 1999 bis 2001 (76 Einsätze)
- Toni Kuivasto, 1999 und 2000 (60 Einsätze)
- Shefki Kuqi, von 1997 bis 1999 (72 Einsätze)
- Aatos Lehtonen, von 1934 bis 1947
- Jari Litmanen, 1991 und 2011 bis 2012 (50 Einsätze)
- Juho Mäkelä, von 2003 bis 2006 und 2009 und 2010 (116 Einsätze)
- Antti Niemi, von 1991 bis 1995 (101 Einsätze)
- Petri Oravainen, 2008 und 2009 (35 Einsätze)
- Teemu Pukki, von 2010 bis 2011 (24 Einsätze)
- Janne Saarinen, von 1993 bis 1996, 1999 und 2000 und 2009 und 2010 (85 Einsätze)
- Pasi Rautiainen, 1978 und 1979, 1986 und 1989 bis 1994 (107 Einsätze)
- Aki Riihilahti, von 1995 bis 1999 und von 2009 bis 2011 (102 Einsätze)
- Mauno Rintanen, von 1952 bis 1955
- Paulus Roiha, von 1999 bis 2001 und 2008 und 2009 (88 Einsätze)
- Aulis Rytkönen, von 1960 bis 1966 (85 Einsätze)
- Berat Sadik, von 2011 bis 2013 (39 Einsätze)
- Hannu Tihinen, von 1997 bis 2000 (65 Einsätze)
- Alexander Ring, von 2009 bis 2012 (27 Einsätze)

## Trainer
- Martti Kuusela (1990)
- Jyrki Nieminen (1991)
- Jari-Pekka Keurulainen (1992–1994)
- Bo Johansson (1995)
- Tommy Lindholm (1996)
- Jari-Pekka Keurulainen, Martti Kuusela (1996)
- Antti Muurinen (1997–1999)
- Jyrki Heliskoski (2000–2001)
- Keith Armstrong (2002–2007)
- Aki Hyryläinen (2007)
- Antti Muurinen (2007–2012)
- Sixten Boström (2013–2014)
- Mika Lehkosuo (2014–2019)
- Toni Koskela (2019–2023)
- Toni Korkeakunnas (2023, 2024–2025)
- Ferran Sibila (2024)

## Frauenfußball
Die Frauen-Abteilung des HJK ist finnischer Rekordmeister und -pokalsieger. Insgesamt konnten die HJK-Frauen bisher 22-mal die Meisterschaft und zwölfmal den Pokal gewinnen. Die Frauen tragen ihre Spiele im Töölön Pallokenttä aus. Der größte Erfolg auf europäischer Ebene war das Erreichen des Halbfinals im UEFA Women’s Cup 2001/02, wo man jedoch gegen den schwedischen Vertreter Umeå IK unterlag.

### Erfolge
- Finnischer Meister: 23
- Finnischer Pokalsieger: 10

### Ehemalige Spielerinnen
- Susanna Heikari (44-malige Nationaltorhüterin)
- Laura Österberg Kalmari
- Essi Sainio (2006–2009 1. FFC Turbine Potsdam)

## Eishockey
Zwischen 1928 und 1972 unterhielt HJK auch eine Eishockeyabteilung. Von 1933 bis 1947, von 1948 bis 1955, von 1956 bis 1966 und von 1970 bis 1973 spielte die Mannschaft in der erstklassigen SM-sarja. Die ersten beiden Meisterschaften erspielte sich HJK 1929 und 1932 noch im Pokalmodus, ein dritter Titel folgte 1935. In den Jahren 1931, 1933, 1938, 1939, 1941 und 1972 wurde HJK Vizemeister.
1972 fusionierte die Abteilung mit den Karhu-Kissat Helsinki zum Helsingin Jääkiekkoklubi.

## Bandy
Die Bandyabteilung des Vereins bestand zwischen 1909 und 1963. In den Jahren 1921, 1923, 1924, 1928 und 1937 gewann HJK die finnische Bandymeisterschaft. 1925, 1927 und 1946 wurde der Verein Vizemeister und 1938 und 1941 Dritter.

## Volleyball
Die Volleyballabteilung bestand zwischen 1943 und 1976 und wurde einmal Vizemeister Finnlands und zweimal Dritter.